# Bundesministerium für Forschung, Technologie und Raumfahrt
Das Bundesministerium für Forschung, Technologie und Raumfahrt (BMFTR) ist eine oberste Bundesbehörde der Bundesrepublik Deutschland. Der Hauptsitz bzw. erste Dienstsitz des Bundesministeriums befindet sich in den sogenannten Kreuzbauten in der Bundesstadt Bonn, der zweite Dienstsitz in Berlin. Bundesministerin für Forschung, Technologie und Raumfahrt im Kabinett Merz ist seit dem 6. Mai 2025 Dorothee Bär (CSU).

## Geschichte
Die Ursprünge des Bundesministeriums für Bildung und Forschung reichen bis zum 20. Oktober 1955 zurück, als unter Bundeskanzler Konrad Adenauer das Bundesministerium für Atomfragen (BMAt) gegründet wurde. Zu dessen erstem Bundesminister wurde Franz Josef Strauß ernannt.
Das Bundesministerium für Atomfragen hatte zur Aufgabe, die friedliche Nutzung der Kernenergie voranzutreiben und war in dem zum Bürogebäude umgebauten ehemaligen Hotel Godesberger Hof in Bad Godesberg ansässig. 1957 wurde es in Bundesministerium für Atomkernenergie und Wasserwirtschaft (BMAtW) und 1961 in Bundesministerium für Atomkernenergie (BMAt) umbenannt. Mit der Umbenennung 1962 in Bundesministerium für wissenschaftliche Forschung (BMwF) wurde es nun auch für die allgemeine Wissenschaftsförderung und für die Förderung der Raumfahrtforschung zuständig. Mit einer Grundgesetzänderung 1969 wurden die Kompetenzen des Bundes in der Bildungsplanung und der Forschungsförderung erweitert, das Ministerium erhielt daher den neuen Namen Bundesministerium für Bildung und Wissenschaft (BMBW), den es bis 1994 behielt.
1972 wurde das Bundesministerium für Forschung und Technologie (BMFT) gegründet, um die Grundlagenforschung, die angewandte Forschung und die technologische Entwicklung zu fördern. Leiter der Zentralabteilung von 1971 bis 1982 war der zuvor als Oberkreisdirektor des Landkreises Hannover tätige Friedrich Bischoff. Mehr als zwei Jahrzehnte blieb es bei der Trennung der beiden Ministerien. Nach der Bundestagswahl 1994 wurden beide Ministerien zusammengelegt, das neue Ministerium erhielt die Bezeichnung Bundesministerium für Bildung, Wissenschaft, Forschung und Technologie (BMBF). Mit diesem erweiterten Kompetenzbereich bezeichnete man es mitunter als „Zukunftsministerium“. Nach dem Regierungswechsel im Jahr 1998 gab das BMBF die Abteilung Technologiepolitik an das Bundesministerium für Wirtschaft und Technologie ab und trug daher bis 2025 die Bezeichnung Bundesministerium für Bildung und Forschung. Im Kabinett Merz wurde der Bereich Bildung an das bisherige Familienministerium abgegeben, das Ressort Technologie wieder angegliedert und die Zuständigkeit für Raumfahrt explizit benannt, sodass die Bezeichnung nunmehr Bundesministerium für Forschung, Technologie und Raumfahrt lautet.
Zwischen 1999 und 2014 war der Berliner Dienstsitz des Ministeriums im früheren Gebäude der Ständigen Vertretung der Bundesrepublik Deutschland bei der DDR untergebracht, bevor er im November 2014 sein Gebäude am Kapelle-Ufer eröffnete. Dieser bietet ausreichend Platz zur Konzentration des gesamten Ministeriums auf diesen Standort.

## Aufbau

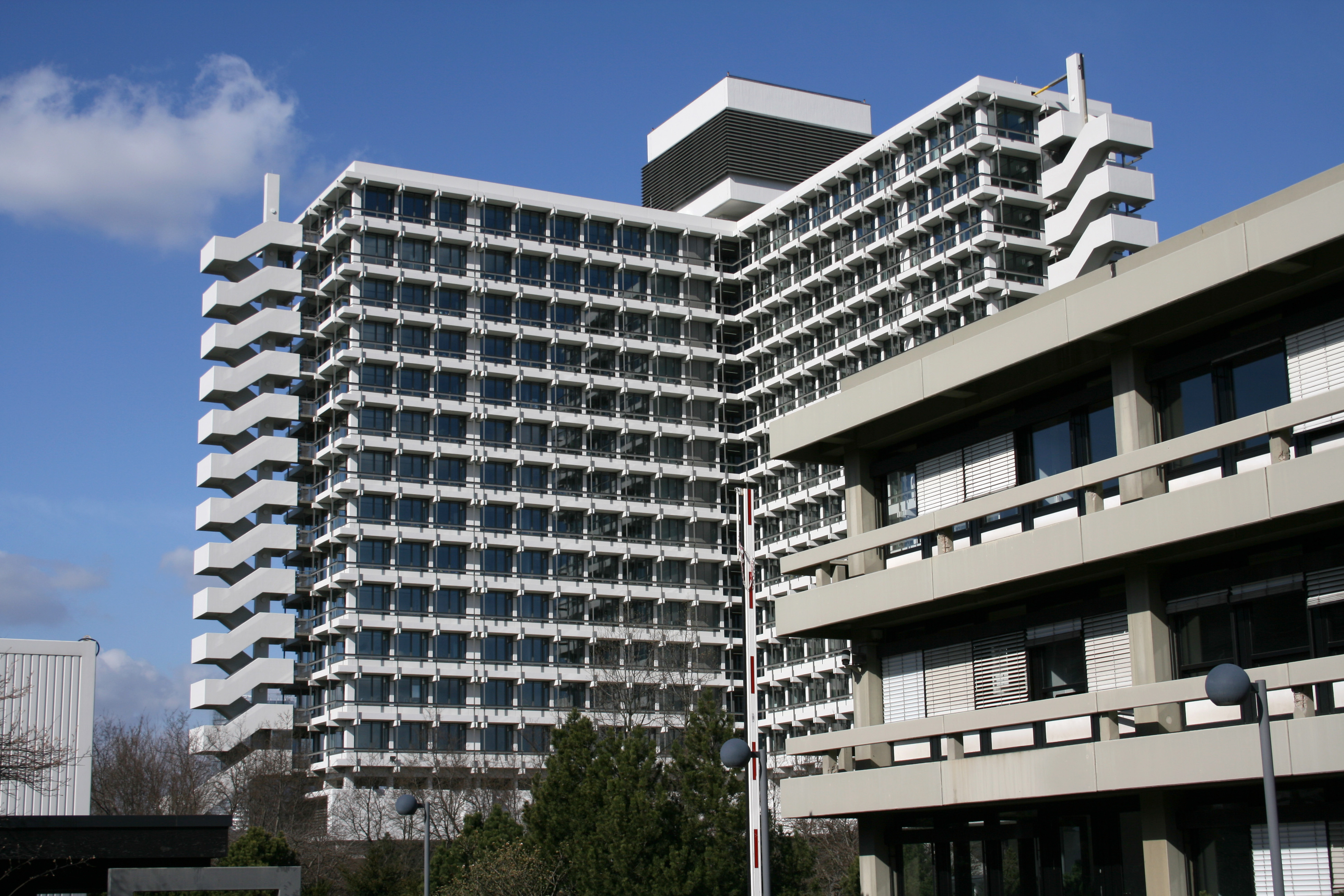
Hauptsitz des BMFTR in den sogenannten Kreuzbauten in Bonn

Berliner Dienstsitz des BMFTR am Kapelle-Ufer

Das BMBF besteht aus neun Abteilungen. Das sind neben der Leitungsabteilung und der Zentralabteilung, die für Verwaltungsaufgaben zuständig ist:
- Abteilung 1: Grundsatzfragen und Strategien; Koordinierung
- Abteilung 2: Europäische und internationale Zusammenarbeit in Bildung und Forschung
- Abteilung 3: Allgemeine und berufliche Bildung; Lebensbegleitendes Lernen
- Abteilung 4: Hochschul- und Wissenschaftssystem; Bildungsfinanzierung
- Abteilung 5: Forschung für technologische Souveränität und Innovationen
- Abteilung 6: Lebenswissenschaften
- Abteilung 7: Zukunftsvorsorge – Forschung für Grundlagen und nachhaltige Entwicklung

Jede Abteilung besteht aus ein oder zwei Unterabteilungen und zwischen 10 und 15 Referaten. Der größere Teil der Unterabteilungen befindet sich am Dienstsitz Bonn, der kleinere Teil am Dienstsitz Berlin. Insgesamt beschäftigt das BMFTR etwa 1.500 Personen. Daneben gehören zwei Parlamentarische Staatssekretäre zum Leitungsstab.

## Aufgaben
Zum einen ist das BMBF maßgeblich für die Gesetzgebung in verschiedenen Bereichen verantwortlich. Dazu gehört primär der Bereich der außerschulischen beruflichen Bildung und Weiterbildung und der Ausbildungsförderung. Zum anderen fördert das BMBF durch finanzielle Mittel Forschung in allen Bereichen der Wissenschaft. Daneben werden der wissenschaftliche Nachwuchs sowie der internationale Austausch in der Ausbildung, Weiterbildung oder dem Studium gefördert. Nicht zuletzt finanziert das BMBF das BAföG seit 2015 alleine (ohne die Länder). Das Budget des BMBF (Einzelplan 30) betrug im Jahr 2014 etwa 14 Milliarden Euro, 2024 21,5 Milliarden Euro Der Etat ist der viertgrößte aller Bundesministerien. Er ist etwa doppelt so groß wie der des Entwicklungsministeriums und umfasst etwa zwei Fünftel des Etats für Verteidigung. Davon sind 10 Prozent für das BAföG vorgesehen, der Verwaltungsanteil beträgt etwa 2 Prozent.

## Wissenschaftsjahr
Das Bundesministerium für Bildung und Forschung richtet seit dem Jahr 2000 die Wissenschaftsjahre aus. In jedem Wissenschaftsjahr steht eine Wissenschaftsdisziplin oder ein aktuelles Wissenschaftsthema im Mittelpunkt. Die Wissenschaftsjahre dienen dazu, gesellschaftliche Debatten über Entwicklungen in Wissenschaft und Forschung anzustoßen. Das Wissenschaftsjahr 2016*2017 unter dem Motto „Meere und Ozeane: Entdecken, Nutzen, Schützen“ wurde vom Referat „System Erde“ mitgestaltet, welches im BMBF für die Küsten-, Meeres- und Polarforschung zuständig ist. Themenschwerpunkte sind unter anderem Rohstoffe aus dem Meer, Mikroplastik, Ozeanversauerung und die Auswirkungen des Klimawandels auf die Ozeane.

## Bildungsinitiativen
- Bildungsketten
- Jobstarter
- Lesestart

## Förderung von Forschungsprojekten
Das BMBF stellt zunächst die Grundfinanzierung der Deutschen Forschungsgemeinschaft und der Helmholtz-Gemeinschaft sowie einen Teil der Grundfinanzierung der Max-Planck-Gesellschaft und der Fraunhofer-Gesellschaft sicher. Daneben fördert es im Rahmen von Förderprogrammen Forschungsprojekte, auf die sich Antragsteller bewerben müssen. Beispiele für solche Förderprogramme sind:
- das Forschungsrahmenprogramm „Forschung für Nachhaltige Entwicklung (FONA)“[16]
- die „IKT2020“ mit dem Zukunftsprojekt Industrie 4.0[17] innerhalb der „Hightech-Strategie“ der Bundesregierung
- der Spitzencluster-Wettbewerb
- der Schwerpunkt IT-Sicherheitsforschung[18]
- die „Forschung für die Produktion von morgen“[19]
- der Schwerpunkt „Religion, kulturelle Vielfalt und Zivilgesellschaft“[20]
- die „Kopernikus-Projekte für die Energiewende“[21]

Mit der fachlichen und administrativen Betreuung der Forschungsprojekte betraut das BMBF sogenannte Projektträger, so zum Beispiel den DLR Projektträger, den Projektträger Jülich oder den Projektträger VDI/VDE Innovation + Technik. Begleitend zu solchen Förderprogrammen werden Maßnahmen der Öffentlichkeitsarbeit finanziert. Ein Beispiel hierfür ist der Nano Truck, der die breite Öffentlichkeit über die Nanotechnologie informieren soll. Gemeinsam mit dem Bundesministerium für Gesundheit verantwortet das BMBF unter anderem das Gesundheitsforschungsprogramm der Bundesregierung Deutschlands.
Des Weiteren ist das BMBF zusammen mit dem Bundesministerium für Wirtschaft und Energie Auftraggeber für die Bundesagentur für Sprunginnovation.

## Deutsche Zentren der Gesundheitsforschung
Seit 2007 rief das BMBF eine Reihe von „Zentren der Gesundheitsforschung“ ins Leben, die durch Kollaborationen zwischen zahlreichen Forschungseinrichtungen Fortschritte bei wichtigen Volkskrankheiten erreichen sollen. Diese sind:
- Deutsches Konsortium für Translationale Krebsforschung
- Deutsches Zentrum für Diabetesforschung
- Deutsches Zentrum für Herz-Kreislauf-Forschung
- Deutsches Zentrum für Infektionsforschung
- Deutsches Zentrum für Lungenforschung
- Deutsches Zentrum für Neurodegenerative Erkrankungen

2021 begann der Aufbau von zwei weiteren Zentren:
- Deutsches Zentrum für Kinder- und Jugendgesundheit[24]
- Deutsches Zentrum für Psychische Gesundheit

## Bundesminister seit 1955
| Nr.                                                                 | Name                          | Lebensdaten                   | Partei                        | Beginn der Amtszeit           | Ende der Amtszeit             | Kabinett(e)                     |
| Bundesminister für Atomfragen                                       | Bundesminister für Atomfragen | Bundesminister für Atomfragen | Bundesminister für Atomfragen | Bundesminister für Atomfragen | Bundesminister für Atomfragen | Bundesminister für Atomfragen   |
| ------------------------------------------------------------------- | ----------------------------- | ----------------------------- | ----------------------------- | ----------------------------- | ----------------------------- | ------------------------------- |
| 01                                                                  | Franz Josef Strauß            | 1915–1988                     | CSU                           | 20. Oktober 1955              | 16. Oktober 1956              | Adenauer II                     |
| 02                                                                  | Siegfried Balke               | 1902–1984                     | CSU                           | 16. Oktober 1956              | 29. Oktober 1957              | Adenauer II                     |
| Bundesminister für Atomkernenergie und Wasserwirtschaft             |                               |                               |                               |                               |                               |                                 |
| 02                                                                  | Siegfried Balke               | 1902–1984                     | CSU                           | 29. Oktober 1957              | 14. November 1961             | Adenauer III                    |
| Bundesminister für Atomkernenergie                                  |                               |                               |                               |                               |                               |                                 |
| 02                                                                  | Siegfried Balke               | 1902–1984                     | CSU                           | 14. November 1961             | 14. Dezember 1962             | Adenauer IV                     |
| Bundesminister für wissenschaftliche Forschung                      |                               |                               |                               |                               |                               |                                 |
| 03                                                                  | Hans Lenz                     | 1907–1968                     | FDP                           | 14. Dezember 1962             | 26. Oktober 1965              | Adenauer V Erhard I             |
| 04                                                                  | Gerhard Stoltenberg           | 1928–2001                     | CDU                           | 26. Oktober 1965              | 22. Oktober 1969              | Erhard II Kiesinger             |
| Bundesminister für Bildung und Wissenschaft                         |                               |                               |                               |                               |                               |                                 |
| 05                                                                  | Hans Leussink                 | 1912–2008                     | parteilos                     | 22. Oktober 1969              | 15. März 1972                 | Brandt I                        |
| 06                                                                  | Klaus von Dohnanyi            | * 1928                        | SPD                           | 15. März 1972                 | 17. Mai 1974                  | Brandt I Brandt II              |
| 07                                                                  | Helmut Rohde                  | 1925–2016                     | SPD                           | 17. Mai 1974                  | 16. Februar 1978              | Schmidt I Schmidt II            |
| 08                                                                  | Jürgen Schmude                | 1936–2025                     | SPD                           | 16. Februar 1978              | 28. Januar 1981               | Schmidt II Schmidt III          |
| 09                                                                  | Björn Engholm                 | * 1939                        | SPD                           | 28. Januar 1981               | 4. Oktober 1982               | Schmidt III                     |
| 10                                                                  | Dorothee Wilms                | * 1929                        | CDU                           | 4. Oktober 1982               | 12. März 1987                 | Kohl I Kohl II                  |
| 11                                                                  | Jürgen Möllemann              | 1945–2003                     | FDP                           | 12. März 1987                 | 18. Januar 1991               | Kohl III                        |
| 12                                                                  | Rainer Ortleb                 | * 1944                        | FDP                           | 18. Januar 1991               | 4. Februar 1994               | Kohl IV                         |
| 13                                                                  | Karl-Hans Laermann            | 1929–2024                     | FDP                           | 4. Februar 1994               | 17. November 1994             | Kohl IV                         |
| Bundesminister für Forschung und Technologie                        |                               |                               |                               |                               |                               |                                 |
| 01                                                                  | Horst Ehmke                   | 1927–2017                     | SPD                           | 15. Dezember 1972             | 17. Mai 1974                  | Brandt II                       |
| 02                                                                  | Hans Matthöfer                | 1925–2009                     | SPD                           | 17. Mai 1974                  | 16. Februar 1978              | Schmidt I Schmidt II            |
| 03                                                                  | Volker Hauff                  | * 1940                        | SPD                           | 16. Februar 1978              | 5. November 1980              | Schmidt II                      |
| 04                                                                  | Andreas von Bülow             | * 1937                        | SPD                           | 5. November 1980              | 4. Oktober 1982               | Schmidt III                     |
| 05                                                                  | Heinz Riesenhuber             | * 1935                        | CDU                           | 4. Oktober 1982               | 21. Januar 1993               | Kohl I Kohl II Kohl III Kohl IV |
| 06                                                                  | Matthias Wissmann             | * 1949                        | CDU                           | 21. Januar 1993               | 13. Mai 1993                  | Kohl IV                         |
| 07                                                                  | Paul Krüger                   | * 1950                        | CDU                           | 13. Mai 1993                  | 17. November 1994             | Kohl IV                         |
| Bundesminister für Bildung, Wissenschaft, Forschung und Technologie |                               |                               |                               |                               |                               |                                 |
| 14/8                                                                | Jürgen Rüttgers               | * 1951                        | CDU                           | 17. November 1994             | 27. Oktober 1998              | Kohl V                          |
| Bundesminister für Bildung und Forschung                            |                               |                               |                               |                               |                               |                                 |
| 15/9                                                                | Edelgard Bulmahn              | * 1951                        | SPD                           | 27. Oktober 1998              | 22. November 2005             | Schröder I Schröder II          |
| 16/10                                                               | Annette Schavan               | * 1955                        | CDU                           | 22. November 2005             | 14. Februar 2013              | Merkel I Merkel II              |
| 17/11                                                               | Johanna Wanka                 | * 1951                        | CDU                           | 14. Februar 2013              | 14. März 2018                 | Merkel II Merkel III            |
| 18/12                                                               | Anja Karliczek                | * 1971                        | CDU                           | 14. März 2018                 | 8. Dezember 2021              | Merkel IV                       |
| 19/13                                                               | Bettina Stark-Watzinger       | * 1968                        | FDP                           | 8. Dezember 2021              | 7. November 2024              | Scholz                          |
| 20/14                                                               | Cem Özdemir                   | * 1965                        | Grüne                         | 7. November 2024              | 6. Mai 2025                   | Scholz                          |
| Bundesministerin für Forschung, Technologie und Raumfahrt           |                               |                               |                               |                               |                               |                                 |
| 15                                                                  | Dorothee Bär                  | * 1978                        | CSU                           | 6. Mai 2025                   | amtierend                     | Merz                            |

## Parlamentarische Staatssekretäre
- 1969–1972: Klaus von Dohnanyi (SPD)
- 1972: Joachim Raffert (SPD)
- 1972–1978: Volker Hauff (SPD)
- 1974–1977: Peter Glotz (SPD)
- 1977–1981: Björn Engholm (SPD)
- 1978–1982: Erwin Stahl (SPD)
- 1981–1982: Eckart Kuhlwein (SPD)
- 1982–1987: Anton Pfeifer (CDU)
- 1982–1991: Albert Probst (CSU)
- 1987–1989: Irmgard Karwatzki (CDU)
- 1991–1993 Torsten Wolfgramm (FDP)
- 1989–1994: Norbert Lammert (CDU)
- 1991–1998: Bernd Neumann (CDU)
- 1994–1997: Cornelia Yzer (CDU)
- 1997–1998: Elke Wülfing (CDU)
- 1998–2002: Wolf-Michael Catenhusen (SPD)
- 2002–2004: Christoph Matschie (SPD)
- 2004–2005: Ulrich Kasparick (SPD)
- 2005–2009: Andreas Storm (CDU)
- 2005–2021: Thomas Rachel (CDU)
- 2009–2013: Helge Braun (CDU)
- 2013–2018: Stefan Müller (CSU)
- 2018–2021: Michael Meister (CDU)
- 2021–2022: Thomas Sattelberger (FDP)
- 2021–2024: Jens Brandenburg (FDP)
- 2022–2024: Mario Brandenburg (FDP)
- 2024–2025: Claudia Müller (Grüne)
- seit 2025: Matthias Hauer (CDU)
- seit 2025: Silke Launert (CSU)

## Beamtete Staatssekretäre
- 1962–1966: Wolfgang Cartellieri
- 1966–1971: Hans von Heppe
- 1969–1972: Hildegard Hamm-Brücher (FDP)
- 1971–1987: Hans-Hilger Haunschild
- 1973–1978: Reimut Jochimsen (SPD)
- 1978–1982: Hermann Granzow (SPD)
- 1982–1987: Paul Harro Piazolo
- 1987–1988: Eberhard Böning (FDP)
- 1988–1998: Fritz Schaumann (FDP)
- 1987–1996: Gebhard Ziller
- 1996–1998: Helmut Stahl (CDU)
- 1998–2005: Uwe Thomas (SPD)
- 2002–2005: Wolf-Dieter Dudenhausen
- 2003–2005: Wolf-Michael Catenhusen (SPD)
- 2005–2009: Frieder Meyer-Krahmer
- 2006–2008: Michael Thielen (CDU)
- 2008–2018: Cornelia Quennet-Thielen
- 2009–2019: Georg Schütte
- 2018–2021: Christian Luft
- 2019–2021: Wolf-Dieter Lukas
- 2021–2023: Kornelia Haugg
- 2022–2024: Judith Pirscher (FDP)
- 2023–2024: Sabine Döring
- 2024: Roland Philippi (FDP)
- 2024–2025: Karl-Eugen Huthmacher
- 2024–2025: Stephan Ertner
- seit 2025: Marcus Pleyer
- seit 2025: Rolf-Dieter Jungk